# 吉沢村 (山梨県)
吉沢村（きっさわむら）は山梨県中巨摩郡にあった村。現在の甲斐市吉沢・千田にあたる。

## 地理
- 山：鷹ノ巣山、弥三郎岳
- 河川：荒川

## 歴史
- 1874年（明治7年）8月 - 巨摩郡吉沢村・千田村が合併して吉沢村となる。
- 1878年（明治11年）7月22日 - 郡区町村編制法の施行により、吉沢村が中巨摩郡の所属となる。
- 1889年（明治22年）7月1日 - 町村制の施行により、吉沢村が単独で自治体を形成。
- 1954年（昭和29年）10月17日 - 敷島町・睦沢村・清川村と合併し、改めて敷島町が発足。同日吉沢村廃止。